# Seuil du gel
Le seuil de gel ou profondeur de la zone gelée ou profondeur de gélivation ou zone gelée correspond le plus souvent à la profondeur à laquelle on s'attend à ce que les eaux souterraines du sol gèlent. La profondeur de gélivation dépend des conditions climatiques d'une zone, des propriétés de transfert de chaleur du sol et des matériaux adjacents, et des sources de chaleur à proximité. Par exemple, la couverture de neige et l'asphalte isolent le sol et les maisons peuvent chauffer le sol (voir aussi Îlot de chaleur). La ligne varie selon la latitude, elle est plus profonde plus près des pôles. Selon le numéro de publication de la Federal Highway Administration FHWA-HRT-08-057, la profondeur maximale de gel observée aux États-Unis contigus varie de 0 à 8 pieds (2,4 m). En dessous de cette profondeur, la température varie, mais est toujours supérieure à 0 °C.
Alternativement, dans les régions arctiques et antarctiques, la profondeur de gélivation est si profonde qu'elle se transforme en pergélisol toute l'année, et le terme thaw depth (en) « profondeur de dégel » est utilisé à la place. Enfin, dans les régions tropicales, le seuil de gel peut faire référence à l'élévation géographique verticale au-dessous de laquelle le gel ne se produit pas.
Le front de gel fait référence à la limite mouvante entre la partie complètement ou partiellement gelée d'un sol, d'un rocher d'une fondation et la partie non gelée.

## Codes du bâtiment
Les codes du bâtiment prennent parfois en compte la « profondeur de la zone gelée » en raison du soulèvement du gel (en) qui peut endommager les bâtiments en déplaçant leurs fondations. Les fondations sont normalement construites sous la « profondeur de la zone gelée » pour cette raison. Les tuyaux d'eau et d'égouts sont normalement enterrés sous le « seuil de gel » pour les empêcher de geler. Alternativement, les tuyaux peuvent être isolés ou chauffés activement à l'aide de ruban chauffant ou de produits similaires pour permettre des profondeurs plus faibles. En raison du coût supplémentaire, cette méthode n'est généralement utilisée que lorsque des tranchées plus profondes ne sont pas une option en raison de conflits d'utilité, d'un substrat rocheux peu profond ou d'autres conditions qui rendent impossible une excavation plus profonde.
Il existe de nombreuses façons de prédire la profondeur du gel, y compris des facteurs qui relient la température de l'air, la température du sol et les propriétés du sol.
Une fondation par exemple établie en dehors de la zone de gel est qualifiée de « hors-gel ».

## Exemples de seuil de gel pour divers endroits
- États-Unis
  - Ohio (2018)
    - Columbus, Ohio : 32 pouces (0,8 m)[3]

  - Minnesota (2007) :
    - Comtés du Nord : 5 pieds (1,524 m)[4],[5]
    - Comtés du Sud : 3,5 pieds (1,0668 m)
- Canada : peut utiliser un tableau d'estimations basé sur les degrés-jours de l'indice de congélation[6]
  - Ontario : carte des profondeurs de pénétration du gel pour le sud de l'Ontario[7]
    - Ottawa : 1,8 mètre (5,9 pi)[8]
    - Windsor : 1,0 mètre (3,3 pi)